# Liste der Wappen im Landkreis Hof
Die Liste der Wappen im Landkreis Hof zeigt die Wappen der Gemeinden im bayerischen Landkreis Hof.

## Landkreis Hof

Landkreis Hof Gespalten; vorne in Schwarz ein linksgewendeter, rot gekrönter und rot bewehrter goldener Löwe; hinten in Gold mit von Rot und Silber gestücktem Bord ein rot bewehrter schwarzer Löwe.[1]
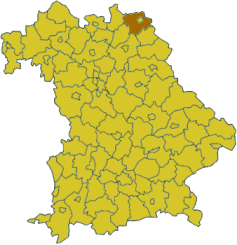
Lage des Landkreises Hof in Bayern
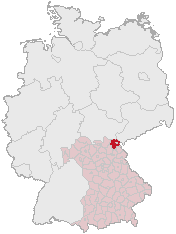
Lage des Landkreises Hof in Deutschland

## Ehemalige Landkreise

Landkreis Münchberg (–1972) Über rotem Schildfuß, darin ein silbernes Weberschiffchen (Schnellschütze) mit aufgespultem goldenen Faden, in Silber ein golden bewehrter roter Adler mit goldenen Kleestengeln auf den Flügeln.[2]
Landkreis Naila (–1972) Über blauem Schildfuß, darin schräg gekreuzt ein silberner Schlägel und ein silberner Hammer, gespalten von Silber und Rot; vorne ein golden bewehrter roter Adler mit goldenen Kleestengeln auf den Flügeln; hinten ein silberner Schräglinksbalken.[3]
Landkreis Rehau (–1972) Gespalten; vorne geviert von Silber und Schwarz; hinten in Rot eine silberne Henkelvase.

## Wappen der Städte, Märkte und Gemeinden

Markt Bad Steben In Blau ein silberner Brunnentempel, in dem aus einem goldenen Becken eine silberne, von dem goldenen Großbuchstaben R überhöhte Fontäne emporsteigt.
Gemeinde Berg In Silber über grünem Dreiberg ein roter Schrägbalken.
Gemeinde Döhlau Unter silbernem Schildhaupt, darin ein oben gezinnter schwarzer Balken, in Rot drei im Dreipass gestellte geharnischte silberne Beine, bewinkelt von drei silbernen heraldischen Lilien.
Gemeinde Feilitzsch Geteilt von Silber, Rot und Schwarz.
Gemeinde Gattendorf Über silbernem Schildfuß, darin ein roter Balken, gespalten von Schwarz und Rot, aufgelegt ein flugbereiter, golden gekrönter silberner Schwan mit goldenem Schnabel und goldenen Füßen.
Gemeinde Geroldsgrün Geteilt von Silber und Grün; oben ein wachsender roter Adler, unten ein goldener Pochhammer.
Stadt Helmbrechts Gespalten; vorne geviert von Silber und Schwarz; hinten in Silber ein golden bewehrter roter Adler.
Gemeinde Issigau Durch eine eingeschweifte schwarze Spitze, darin schräg gekreuzt ein silberner Schlägel und ein silbernes Eisen, gespalten von Silber und Gold, belegt mit zwei einander zugewandten halben roten Flügeln, der vordere belegt mit einem silbernen Schräglinksbalken, der hintere mit einem silbernen Schrägbalken.
Gemeinde Köditz In Gold eine rote Mütze mit silbernem Hermelinstulp, ihre Spitze besteckt mit fünf abhängenden silbernen Federn.
Gemeinde Konradsreuth Über silbernem Schildfuß, darin ein blauer Pfahl, in Rot ein silberner Schrägbalken, überdeckt von einem schräg links liegenden goldenen Weberschiffchen mit silberner Garnspule.
Gemeinde Leupoldsgrün In Grün ein aus dem linken Schildrand hervorbrechender, abgewinkelter, geharnischter silberner Arm, der einen senkrechten schwarzen Kommandostab mit goldenen Enden hält; in der linken Oberecke ein silberner Schild mit blauem Pfahl.
Stadt Lichtenberg In Silber auf silbernen Felsblöcken stehend eine rote Burg mit drei blau bedachten Türmen; anschließend rechts ein kleines Gebäude, links ein bedachter Torweg; aus dem blauen Tor springt ein golden bewehrtes silbernes Einhorn.
Stadt Münchberg Gespalten; vorne geviert von Schwarz und Silber, in den silbernen Vierteln der schwarze Großbuchstabe M; hinten in Silber auf grünem Dreiberg stehend ein schwarz gekleideter barhäuptiger Mönch mit silbernem Rosenkranz in den Händen.
Stadt Naila Gespalten; vorne geviert von Schwarz und Silber; hinten in Rot auf grünem Boden zwischen zwei grünen Bäumen stehend ein wilder Mann mit grünem Laubkranz und grünem Blätterschurz, der mit der Rechten eine goldene Keule schwingt.
Markt Oberkotzau Gespalten; vorne in Silber ein halber, golden bewehrter roter Adler mit goldenem Kleeblatt auf dem Flügel am Spalt; hinten geviert von Silber und Schwarz.
Gemeinde Regnitzlosau Geteilt; oben in Rot ein silberner Schrägbalken, belegt mit einem roten Spinnrocken mit goldenem Stiel; unten geteilt von Silber und Rot, im silbernen Feld eine flache schwarze Tonschale.
Stadt Rehau In Silber auf grünem Boden ein zwischen zwei grünen Nadelbäumen springendes rotes Reh, dessen linkes Vorderblatt mit einem von Silber und Schwarz gevierten Schildchen belegt ist.
Stadt Schwarzenbach a. d. Saale Von Blau und Grün geteilt durch einen silbernen Wellenbalken, der mit einem waagrechten roten Fisch belegt ist.
Stadt Schwarzenbach a. Wald In Rot schräg gekreuzt ein silberner Bergmannshammer und ein silbernes Schürfgerät mit goldenen Stielen
Stadt Selbitz Gespalten; vorne in Rot auf grünem Boden die silbern gekleidete Figur eines Dudelsackpfeifers mit schwarzem Dudelsack; hinten geviert von Silber und Schwarz.
Markt Sparneck In Blau zwei zugekehrte halbe silberne Flüge, belegt mit je einem roten Sparren.
Markt Stammbach Gespalten; vorne geviert von Silber und Schwarz; hinten in Silber auf einem geneigten, mit einem schräglinken silbernen Wellenbalken belegten grünen Hang stehend zwei grüne Laubbäume.
Gemeinde Töpen In Rot unter erhöhtem silbernem Schrägbalken und über zwei schräg gekreuzten silbernen Hämmern ein sechsstrahliger silberner Stern.
Gemeinde Trogen Über silbernem Zinnenschildfuß in Schwarz ein wachsender rot bewehrter und gekrönter goldener Löwe, der in seinen Vorderpranken einen von Silber, Rot und Schwarz geteilten Schild hält.
Gemeinde Weißdorf In Rot ein dreipassförmig verschlungenes silbernes Band.
Markt Zell im Fichtelgebirge Geviert; 1 und 4: wieder geviert von Silber und Rot; 2: in Silber ein gestieltes schwarzes, 3: in Schwarz ein gestieltes silbernes Blatt.

## Ehemalige Gemeinden mit eigenem Wappen

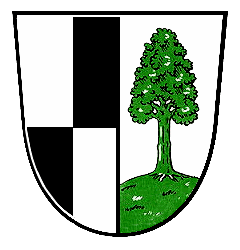
Gemeinde Ahornberg Gespalten; vorne geviert von Silber und Schwarz, hinten in Silber ein grüner Ahornbaum auf grünem Berg.
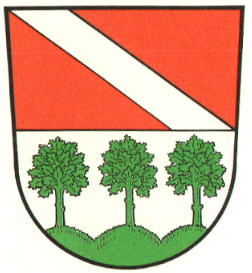
Gemeinde Bernstein a. Wald Geteilt von Rot und Silber; oben ein silberner Schrägbalken, unten auf grünem Dreiberg drei grüne Ahornbäume.
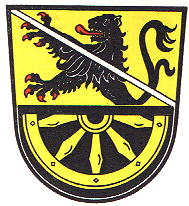
Gemeinde Enchenreuth Geteilt von Gold und Schwarz; oben ein wachsender, mit einer silbernen Schrägleiste überdeckter, rot bewehrter schwarzer Löwe, unten ein unterhalbes goldenes Rad mit fünf Speichen.
Gemeinde Joditz Gespalten; vorne von Schwarz und Silber schräg gerautet, hinten in Silber ein schwarzer Schrägbalken.[5]
Gemeinde Marlesreuth Gespalten von Rot und Blau; vorne ein silberner Schrägbalken, hinten eine schräglinke, silbern bewickelte Spindel.[6]
Gemeinde Marxgrün Durch einen schräglinken goldenen Wellenbalken geteilt von Blau und Rot; oben ein linksgewendetes, steigendes silbernes Einhorn, unten ein silberner Schrägbalken.[7]
Gemeinde Meierhof Über von Silber und Schwarz geviertem Schildfuß in Rot ein schräg und ein schräglinks gestellter silberner Schlägel, überdeckt von einer goldenen Balkenwaage.[8]
Gemeinde Pilgramsreuth In Rot drei zusammenhängende, geharnischte silberne Beine im Dreipass; unten beiderseits je ein sechsstrahliger silberner Stern.[9]
Gemeinde Straas Geteilt von Silber und Schwarz; oben ein roter Sparren, unten drei goldene Hämmer, deren Stiele unten zusammenstoßen.[10]
Gemeinde Tiefengrün In Grün eine aufrechte silberne Bergmannshacke, belegt mit zwei schräg gekreuzten, abhängenden goldenen Ähren.[11]